# Município de Traphill (condado de Wilkes, Carolina do Norte)
Localização da Carolina do Norte nos E.U.A.
O município de Union (em inglês: Union Township) é um localização localizado no  condado de Wilkes no estado estadounidense da Carolina do Norte. No ano 2010 tinha uma população de 1.259 habitantes.

## Geografia
O município de Union encontra-se localizado nas coordenadas 36° 16′ 58,47″ N, 81° 18′ 32,34″ O.